# جون جوزيف ميرفي (سياسي)
جون جوزيف ميرفي هو سياسي كندي، ولد في 24 سبتمبر 1922، وتوفي في 25 ديسمبر 2010.